# Commandment
Commandment è il settimo album del gruppo death metal dei Six Feet Under, pubblicato il 17 aprile 2007 sotto l'etichetta della Metal Blade Records. Dall'album sono stati pubblicati i videoclip di Ghosts of the Undead e Doomsday.

## Tracce
1. Doomsday - 3:48
2. Thou Shall Kill - 3:07
3. Zombie Executioner - 2:52
4. The Edge of the Hatchet - 3:55
5. Bled to Death - 3:17
6. Resurrection of the Rotten - 2:55
7. As the Blade - 3:33
8. The Evil Eye Turns - 3:26
9. In a Vacant Grave - 3:35
10. Ghosts of the Undead - 3:58

## Formazione
- Chris Barnes - voce
- Steve Swanson - chitarra
- Terry Butler - basso
- Greg Gall - batteria